# Euxoa purificata
Euxoa purificata är en fjärilsart som beskrevs av Franz Dannehl 1929. Euxoa purificata ingår i släktet Euxoa och familjen nattflyn. Inga underarter finns listade i Catalogue of Life.